# Pyragra
Pyragra es un género con dos especies de plantas con flores perteneciente a la familia de las rubiáceas. 
Es nativo de Madagascar.

## Especies
- Pyragra ankarensis Bremek. (1958).
- Pyragra obtusifolia Bremek. (1958).

.